# Денія (Хайфа)
32°46′01″ пн. ш. 35°00′07″ сх. д. / 32.767° пн. ш. 35.002° сх. д.
Денія (івр. דניה) або Ход-ха-Кармель (івр. הוד הכרמל) — район Хайфи, Ізраїль, розташований на горі Кармель. Денія і пов'язані з нею райони охоплюють саму південну частину території юрисдикції Хайфи, яка також є найвищою в топографічному відношенні, і складають в цілому найбільш багатий і найменш густонаселений житловий район міста, з числом жителів трохи більше 11 000 в 2008 році.
Район розташований приблизно в 5 кілометрах від центру Хайфи (в той час як через звивистих доріг через пересічних пагорбів і вади фактичне відстань збільшується) і перетинає проспект Аба Хуші, через якого район іноді називають «віссю Аба Хуші». , Він межує з Нешера на сході, Неве-Шаананом на північному сході, Ахузой на півночі, Тірат-Кармель на заході і національним парком Кармель, серед яких частини Регіональної ради Хоф Ха-Кармелю перемежовуються на півдні. Головний кампус Університету Хайфи, з його впізнаваною вежею Ешкол, розташований в районі.
Ще в 1930-х роках були зроблені спроби освоїти тодішню порожню область, яка була бурхливою і дикої лісистій, як частина натягу Ішува розширення Хайфи на південь, в той же час використовуючи природні і ландшафтні цінності, що пізніше призвело до оголошення Парк Кармель, що межує з районом.

## Галерея
|                         |
| Типовий будинок в Денії |

|                                                                            |
| Лабораторії IBM поруч із Хайфським університетом і нові вежі Східной Денії |

|                                             |
| Супермаркет мережі Суперсаль у районі Денії |